# Liste des résolutions du Conseil de sécurité des Nations unies adoptées en 2008
Les résolutions du Conseil de sécurité des Nations unies sont les décisions qui sont votées par le Conseil de sécurité des Nations unies.
Une telle résolution est acceptée si au moins neuf des quinze membres (depuis le 17 décembre 1963, 11 membres avant cette date) votent en sa faveur et si aucun des membres permanents qui sont la Chine, les États-Unis, la France, le Royaume-Uni et la Russie (l'Union soviétique avant 1991) n'émet de vote contre (qui est désigné couramment comme un veto).

## Résolutions 1795 à 1799
- Résolution 1795 : la situation en Côte d’Ivoire.
- Résolution 1796 : lettre datée du 22 novembre 2006, adressée au président du Conseil de sécurité par le secrétaire général (S/2006/920).
- Résolution 1797 : la situation concernant la République démocratique du Congo.
- Résolution 1798 : la situation entre l’Érythrée et l’Éthiopie.
- Résolution 1799 : la situation concernant la République démocratique du Congo.

## Résolutions 1800 à 1809
- Résolution 1800 : tribunal international chargé de juger les personnes accusées de violations graves du droit international humanitaire commises sur le territoire de l’ex-Yougoslavie depuis 1991.
- Résolution 1801 : la situation en Somalie.
- Résolution 1802 : la situation au Timor-Leste.
- Résolution 1803 : non-prolifération.
- Résolution 1804 : la situation dans la région des Grands Lacs.
- Résolution 1805 : menaces contre la paix et la sécurité internationales résultant d’actes de terrorisme.
- Résolution 1806 : la situation en Afghanistan.
- Résolution 1807 : la situation concernant la République démocratique du Congo.
- Résolution 1808 : la situation en Géorgie.
- Résolution 1809 : paix et sécurité en Afrique.

## Résolutions 1810 à 1819
- Résolution 1810 : non-prolifération des armes de destruction massive.
- Résolution 1811 : la situation en Somalie.
- Résolution 1812 : rapports du secrétaire général sur le Soudan.
- Résolution 1813 : la situation concernant le Sahara occidental.
- Résolution 1814 : la situation en Somalie.
- Résolution 1815 : la situation au Moyen-Orient.
- Résolution 1816 : la situation en Somalie.
- Résolution 1817 : la situation en Afghanistan.
- Résolution 1818 : la situation à Chypre.
- Résolution 1819 : la situation au Liberia.

## Résolutions 1820 à 1829
- Résolution 1820 : les femmes et la paix et la sécurité.
- Résolution 1821 : la situation au Moyen-Orient.
- Résolution 1822 : menaces contre la paix et la sécurité internationales résultant d’actes de terrorisme.
- Résolution 1823 : la situation concernant le Rwanda.
- Résolution 1824 : tribunal international chargé de juger les personnes accusées d’actes de génocide ou d’autres violations graves du droit international humanitaire commis sur le territoire du Rwanda et les citoyens rwandais accusés de tels actes ou violations commis sur le territoire d’États voisins entre le 1er janvier 1994 et le 31 décembre 1994.
- Résolution 1825 : lettre datée du 22 novembre 2006, adressée au Président du Conseil de sécurité par le Secrétaire général (S/2006/920).
- Résolution 1826 : la situation en Côte d’Ivoire.
- Résolution 1827 : la situation entre l’Érythrée et l’Éthiopie.
- Résolution 1828 : rapports du secrétaire général sur le Soudan.
- Résolution 1829 : la situation en Sierra Leone.

## Résolutions 1830 à 1839
- Résolution 1830 : la situation concernant l’Irak.
- Résolution 1831 : la situation en Somalie.
- Résolution 1832 : la situation au Moyen-Orient.
- Résolution 1833 : la situation en Afghanistan.
- Résolution 1834 : la situation au Tchad, en République centrafricaine et dans la sous-région.
- Résolution 1835 : non-prolifération.
- Résolution 1836 : la situation au Liberia.
- Résolution 1837 : tribunal international chargé de juger les personnes accusées de violations graves du droit international humanitaire commises sur le territoire de l’ex-Yougoslavie depuis 1991.
- Résolution 1838 : la situation en Somalie.
- Résolution 1839 : la situation en Géorgie.

## Résolutions 1840 à 1849
- Résolution 1840 : la question concernant Haïti.
- Résolution 1841 : rapports du secrétaire général sur le Soudan.
- Résolution 1842 : la situation en Côte d’Ivoire.
- Résolution 1843 : la situation concernant la République démocratique du Congo.
- Résolution 1844 : la situation en Somalie.
- Résolution 1845 : la situation en Bosnie-Herzégovine.
- Résolution 1846 : la situation en Somalie.
- Résolution 1847 : la situation à Chypre.
- Résolution 1848 : la situation au Moyen-Orient.
- Résolution 1849 : tribunal international chargé de juger les personnes accusées de violations graves du droit international humanitaire commises sur le territoire de l’ex-Yougoslavie depuis 1991.

## Résolutions 1850 à 1859
- Résolution 1850 : la situation au Moyen-Orient, y compris la question palestinienne.
- Résolution 1851 : la situation en Somalie.
- Résolution 1852 : la situation au Moyen-Orient.
- Résolution 1853 : la situation en Somalie.
- Résolution 1854 : la situation au Liberia.
- Résolution 1855 : tribunal pénal international chargé de juger les personnes accusées d’actes de génocide ou d’autres violations graves du droit international humanitaire commis sur le territoire du Rwanda et les citoyens rwandais accusés de tels actes ou violations commis sur le territoire d’États voisins entre le 1er janvier et le 31 décembre 1994.
- Résolution 1856 : la situation concernant la République démocratique du Congo.
- Résolution 1857 : la situation concernant la République démocratique du Congo.
- Résolution 1858 : la situation au Burundi.
- Résolution 1859 : la situation concernant l’Irak.